# Midden-Saksisch voetbalkampioenschap 1922/23
In 1922/23 werd het achttiende voetbalkampioenschap van Midden-Saksen gespeeld, dat georganiseerd werd door de Midden-Duitse voetbalbond. Het was het vierde en laatste seizoen van de Kreisliga Mittelsachsen. Chemnitzer BC werd kampioen en plaatste zich voor de Midden-Duitse eindronde. De club versloeg Konkordia Plauen en werd dan met 6:1 verslagen door Guts Muts Dresden.
Na dit seizoen werd de Kreisliga ontbonden. De vier competities die in 1919 samen gevoegd werden werden terug zelfstandig als Gauliga. In de praktijk betekende dit dat de 1. Kreisklasse (tweede klasse) Nordsachsen, Erzgebirge en Obererzgebirge voor het volgende seizoen verheven werden tot hoogste klasse. De 1. Kreisklasse Mittelsachsen bleef de tweede klasse onder de Gauliga Mittelsachsen. Aangezien slechts één club uit de Kreisliga niet tot de Midden-Saksische competitie behoorde betekende dit op het hoogste niveau een klein verschil. Riesaer SV 03 ging naar de Gauliga Nordsachsen en werd vervangen door tweedeklasser FC Viktoria 1903 Einsiedel. 

## Kreisliga
| Plaats | Club                      | Wed. | W  | G | V  | Saldo | Ptn.  |
| ------ | ------------------------- | ---- | -- | - | -- | ----- | ----- |
| 1.     | Chemnitzer BC 99          | 16   | 13 | 1 | 2  | 40:11 | 27:5  |
| 2.     | FC Preußen Chemnitz       | 16   | 10 | 2 | 4  | 45:24 | 22:10 |
| 3.     | SC National 1900 Chemnitz | 16   | 8  | 2 | 6  | 27:22 | 18:14 |
| 4.     | Riesaer SV 03             | 16   | 7  | 3 | 6  | 23:31 | 17:15 |
| 5.     | SV Teutonia 1901 Chemnitz | 16   | 7  | 1 | 8  | 37:23 | 15:17 |
| 6.     | VfB 01 Chemnitz           | 16   | 5  | 5 | 6  | 30:32 | 15:17 |
| 7.     | SC 08 Hellas Chemnitz     | 16   | 5  | 1 | 10 | 17:38 | 11:21 |
| 8.     | SV Sturm 1904 Chemnitz    | 16   | 4  | 2 | 10 | 27:39 | 10:22 |
| 9.     | Mittweidaer FC 1899       | 16   | 4  | 1 | 11 | 16:42 | 9:23  |

|  | Kampioen, geplaatst voor Midden-Duitse eindronde   |
|  | Speelt volgend jaar in Gauliga Nordsachsen 1923/24 |